# Jeppe Kjær (football, 2004)
Pour les articles homonymes, voir Jeppe Kjær.
Jeppe Kjær, né le 1er mars 2004 à Horsens au Danemark, est un footballeur danois qui évolue au poste d'ailier droit au Mjällby AIF.

## Biographie

### En club
Né à Horsens au Danemark, Jeppe Kjær commence le football au Hatting/Torsted IF (en) avant d'être formé par l'un des clubs de sa ville natale, l'AC Horsens. Durant sa formation il fait, à 15 ans, des essais au Southampton FC et à la Juventus de Turin. Il est alors considéré comme un grand talent du club et de son pays.
Le 1er mars 2020, jour de ses seize ans, Jeppe Kjær fait ses débuts en professionnel, lors d'une rencontre de Superligaen l'élite du football danois, face au Randers FC. Il entre en jeu à la place de Michael Lumb et son équipe s'incline par deux buts à un. Avec cette apparition il devient le plus jeune joueur de l'histoire du championnat danois. Le 8 juillet 2020, Kjær inscrit son premier but en professionnel, lors d'une rencontre de championnat face au Hobro IK. Titularisé ce jour-là, il ouvre le score et contribue à la victoire de son équipe par trois buts à deux. Ce but fait de lui le plus jeune buteur de l'histoire du championnat danois, à 16 ans et 129 jours. Il bat ainsi le record jusqu'ici détenu par Mads Beierholm (en), qui avait marqué son premier but en 2001 à 16 ans et 253 jours.
Impressionnant lors de ses débuts, il fait sensation dans le championnat danois. Son entraîneur à l'AC Horsens, Bo Henriksen, qui l'avait repéré alors qu'il jouait avec les U14 du club, le considère comme un "talent extraordinaire". Jeppe Kjær attire ainsi rapidement l'intérêt de plusieurs clubs européens, dont l'Ajax Amsterdam qui est le plus prompt à se positionner sur le joueur. Le jeune ailier de seize ans rejoint officiellement le club néerlandais le 14 août 2020. Il signe un contrat de trois ans, soit jusqu'en juin 2023,.
Kjær commence par être intégré à l'équipe U18 du club, mais sept mois après son arrivée le jeune danois n'a toujours pas fait ses débuts avec le Jong Ajax, l'équipe réserve du club, où l'entraîneur Mitchell van der Gaag le trouve pour le moment trop léger pour l'intégrer à son équipe.
Participant à la Youth League, Kjær se fait notamment remarquer dans cette compétition le 4 octobre 2022 en marquant un but lors de la victoire de son équipe face au SSC Naples (5-1 score final). En fin d'année 2022, un départ de Kjær de l'Ajax semble se dessiner, le jeune joueur ayant peu de temps de jeu et ne parvenant pas à s'imposer en équipe première.
Après un passage à l'Ajax Amsterdam où il joue peu, Jeppe Kjær décide de quitter le club pour rejoindre la Norvège en s'engageant le 17 janvier 2023 en faveur du FK Bodø/Glimt,.
Le 10 janvier 2024, Jeppe Kjær rejoint le Fredrikstad FK sous la forme d'un prêt d'une saison, soit jusqu'en décembre 2024.

### En sélection
De 2019 à 2020, Jeppe Kjær représente l'équipe du Danemark des moins de 16 ans. Au total il fait neuf apparitions avec cette sélection et marque un but.
Avec les moins de 18 ans, Kjær joue un total de dix matchs entre 2021 et 2022.

## Palmarès
FK Bodø/Glimt
- Championnat de Norvège (1) :
  - Champion : 2023.